# علف خوک چمنزار
سلاژینلا اپودا(نام علمی: Selaginella apoda) نام یک گونه از سرده علف خوک است.